# Міжнародний день інтернету
Міжнародний день Інтернету — святкується 29 жовтня.
У 1998 році католицька церква визнала всесвітню мережу скарбницею людського знання.
У 1999 році були представлені кандидати на посаду заступника Інтернету — Святий Ісидор, свята Текла і святий Педро Регаладо. Ватикан досить довго вибирав між кандидатами і тільки у 2000 році почав схилятися до думки, що найкращим покровителем Мережі буде святий Ісидор. Ісидор Севільский став тимчасовим покровителем.
Аргументуючи своє рішення призначити саме цього святого покровителем інтернету, Іван Павло II сказав, що інтернет — це і є свого роду енциклопедія людських знань. Крім того, саме Ісидор Севільський вперше застосував у своїй праці систему перехресних посилань, віддалено нагадує гіперпосилання, використовувані в Мережі.
На початку лютого 2001 року з'явилася інформація (з посиланням на голландського єпископа Антоона Хуркманса) про те, що святим покровителем користувачів Мережі Папа Римський Іоанн Павло II обрав святого Ісидора Севільського. Розглядалися кандидатури святої Рити Касійскої, отця Пія, апостола Пилипа і навіть архангела Гавриїла. Проте офіційно це рішення так і не було оголошено. Більше того, Ватикан оголосив про висунення ще однієї кандидатури на посаду святого покровителя Інтернету — святого мученика Тита Брандзми, вбитого нацистами в 1942 році в концтаборі Дахау.
У 2001 році з благословення римо-католицької церкви в Інтернеті був відкритий сайт www.santibeati.it [Архівовано 4 березня 2022 у Wayback Machine.], де кожен зміг проголосувати за того чи іншого претендента на пост покровителя Інтернету. Результати голосування — перша «шістка» святих, а також всі запропоновані імена — повинні були бути передані до Ватикану. Разом з цим повідомлялося, що папський престол поки зберігав мовчання з приводу самої ідеї призначити покровителя всесвітньої мережі, офіційно ініціатива ніяк не коментувалася і не підтверджувалися повідомлення, згідно з якими святий вже обраний.